# Arturo Sacchetti
Arturo Sacchetti (Santhià, 9 gennaio 1941) è un organista italiano.
Studiò al Conservatorio di Milano.  Conseguiti otto diplomi, ha dato oltre 2300 concerti in veste di direttore d'orchestra, maestro di coro, organista, clavicembalista, e pianista. Si è perfezionato con Fernando Germani, presso l'accademia musicale chigiana. Ha eseguito in concerti pubblici le opere integrali di J. S. Bach, Buxtehude, Mozart, Telemann, César Franck, Charles-Marie Widor, Louis Vierne, Olivier Messiaen, Franz Liszt, Max Reger, Padre Davide da Bergamo, Marco Enrico Bossi ed altri. Ha effettuato circa 150 incisioni, tra LP e CD.
I suoi incarichi hanno incluso: la direzione del Coro da camera della RAI, l'insegnamento presso il Conservatorio di Santa Cecilia di Roma, la direzione artistica della Radio Vaticana, la direzione del Liceo Musicale G.B. Viotti di Vercelli, maestro di musica presso la scuola media L.C. Farini di Saluggia, la direzione della Società cameristica di Lugano, Direttore artistico dell'Accademia Internazionale di Musica "G. Carisio" del "Civico Istituto di Musica" di Asti, dell'"Ente perosiano" di Tortona, della "Associazione artistica G. L. Centemeri" di Monza, del "Centro studi C. Della Giacoma" di Todi, docente d'organo della "Regia Accademia Filarmonica" di Bologna, docente dell'"Accademia L. Perosi" di Tortona, Ispettore onorario del Ministero dei Beni Artistici e Storici., ed Accademico per chiara fama dalla "Regia Accademia Filarmonica" di Bologna.
Da molti anni si è dedicato alla musica di Lorenzo Perosi, di cui sta eseguendo, registrando, e rivedendo l'opera integrale. È infatti autore e conduttore di un programma radiofonico dal titolo "Lorenzo Perosi. Una realtà ancora presente", in onda ogni lunedì sulla webradio di musica classica, Bam Radio.